# Asadabad (Verwaltungsbezirk)
Asadabad (persisch اسدآباد) ist ein Schahrestan (persisch شهرستان) in der iranischen Provinz Hamadan. Er enthält die Stadt Asadabad, welche die Hauptstadt des Verwaltungsbezirks ist. 

## Kreise
- Zentral

## Demografie
Bei der Volkszählung 2016 betrug die Einwohnerzahl des Schahrestan 100.901. Die Alphabetisierung lag bei 82 Prozent der Bevölkerung. Knapp 58 Prozent der Bevölkerung lebten in urbanen Regionen.
| Zensusjahr | Einwohnerzahl |
| ---------- | ------------- |
| 2011       | 107.006       |
| 2016       | 100.901       |